# 克尼亚热 (基辅州)
50°1′4″N 31°43′7″E / 50.01778°N 31.71861°E
克尼亚热（烏克蘭語：Княже），2024年9月前名为五月一日村（烏克蘭語：Перше Травня），是位於烏克蘭北部的村莊，由基辅州鲍里斯皮尔区的塔尚市鎮負責管轄。該村面積0.35平方公里，海拔高度116米，2001年人口479，人口密度每平方公里1,368.6人。
2024年9月19日，乌克兰最高拉达将此村的名字改为克尼亚热。